# Brunei a 2000. évi nyári olimpiai játékokon
Brunei az ausztráliai Sydneyben megrendezett 2000. évi nyári olimpiai játékok egyik részt vevő nemzete volt. Az országot az olimpián 2 sportágban 2 sportoló képviselte, akik érmet nem szereztek.

## Atlétika
Férfi
| Versenyző   | Versenyszám | Előfutam | Előfutam | Előfutam | Negyeddöntő | Negyeddöntő | Negyeddöntő | Elődöntő | Elődöntő | Elődöntő | Döntő   | Döntő    |
| Versenyző   | Versenyszám | Idő      | Hely.    | Össz.    | Idő         | Hely.       | Össz.       | Idő      | Hely.    | Össz.    | Idő     | Helyezés |
| ----------- | ----------- | -------- | -------- | -------- | ----------- | ----------- | ----------- | -------- | -------- | -------- | ------- | -------- |
| Haseri Asli | 100 m       | 11,11    | 8.       | 88.      | kiesett     | kiesett     | kiesett     | kiesett  | kiesett  | kiesett  | kiesett | kiesett  |

## Sportlövészet
Férfi
| Versenyző                  | Versenyszám | Selejtező | Selejtező | Döntő   | Döntő    |
| Versenyző                  | Versenyszám | Pont      | Helyezés  | Pont    | Helyezés |
| -------------------------- | ----------- | --------- | --------- | ------- | -------- |
| Jefri Bolkiah Abdul Hakeem | Skeet       | 114       | 45.       | kiesett | kiesett  |